# MerConcept
MerConcept est une écurie de course au large fondée par François Gabart en 2006 qui accompagne des projets de course au large en apportant une expertise technique et de préparation. MerConcept conçoit également des petits bateaux de plaisance innovants.
Dotée d'un bureau d'étude, MerConcept imagine les bateaux en collaboration avec d'autres architectes, tout en ayant une implication importante dans la préparation des marins.
Depuis 2020, MerConcept dispose d'un hangar de 3000m² à Concarneau où est construit le trimaran SVR-Lazartigue, futur trimaran Ultime de François Gabart très novateur dédié à la chasse aux records et à la course avec les autres Ultimes.

## Histoire
MerConcept a été créée par François Gabart en 2006 à l'origine pour l'accompagner dans sa carrière en Figaro. Il rejoint le programme skipper Macif en 2008, qui devient son sponsor principal. Il obtient la deuxième place en 2010.
La collaboration entre MerConcept et Macif continue plus loin que le Figaro, avec notamment la construction d'un nouvel IMOCA  en 2011 en vue du Vendée Globe, l'IMOCA Macif.
En 2013, le projet gagne le Vendée Globe après 78j 2h et 16min, François Gabart devenant le plus jeune vainqueur de l'épreuve.
A la suite de ce succès, Macif et MerConcept s'engagent plus loin encore dans leur partenariat et lancent la construction du trimaran Macif dans la classe Ultime. Le projet est un succès, devenant au cours des années le bateau ayant le plus grand palmarès de la classe, atteignant son apogée en 2017 avec le record du tour du monde à la voile en solitaire, en 42j 16h et 40min.
Parallèlement aux projets de Gabart, MerConcept accompagne d'autres skippers notamment sur le plan sportif, toujours en collaboration avec Macif, avec la gestion du programme Figaro et la préparation complète de Charlie Dalin et de son bateau pour le Vendée Globe.
En mars 2019, MerConcept dévoile un hangar de 3000m² à Concarneau destiné à l'extension de l'activité vers la construction de bateaux.
En 2020 MerConcept est choisie par l'équipe américaine 11th Hour Racing pour préparer les skippers et superviser la construction de leur nouveau bateau destiné à The Ocean Race.
Depuis 2020, MerConcept co-conçoit et assemble le trimaran qui remplace le précédent, SVR-Lazartigue, très novateur avec notamment un cockpit intégré à la coque. Sa mise à l'eau est prévue en juin 2021.

## Projets importants

### Course au large et régate
- IMOCA Macif (2011-2013) : exploitation, gestion du programme
- Trimaran Macif (2014-2020) : exploitation, gestion du programme
- IMOCA Apivia (2018-) : construction du bateau, gestion et préparation de Charlie Dalin au Vendée Globe 2020-2021
- Programme Figaro Macif (2018-) : gestion du programme
- 11th Hour Racing (2020-) : préparation sportive, supervision de la construction du nouveau bateau
- Trimaran SVR-Lazartigue (2021-) : conception, construction, exploitation
- Imoca V and B-Monbana-Mayenne (2021-2022) : maîtrise d'œuvre, à partir du moule d'Apivia, pour Maxime Sorel[4]

### Plaisance
En 2021, MerConcept dévoile un catamaran de plaisance électrique à foil. D'une longueur de 12m et d'une largeur de 5m, il est capable de transporter 8 personnes à 22 nœuds de moyenne sur plus de 90 milles nautiques (162km).